# 103 Tauri
103 Tauri är en blåvit stjärna i huvudserien i Oxens stjärnbild.
103 Tau har visuell magnitud +5,50 och befinner sig på ett avstånd av ungefär 1500 ljusår.